# Vítězslav Hloušek
Vítězslav Hloušek (20. října 1914 – ?) byl československý basketbalista, účastník olympijských her 1936 a mistr Československa 1940.
V basketbalová lize hrál za kluby Strakova akademie a AC Sparta Praha. Byl jedenkrát mistrem republiky, dvakrát vicemistrem a má tři třetí místa.
Československo reprezentoval na Olympijských hrách 1936 v Berlíně. Za reprezentační družstvo Československa v letech 1933-1937 hrál celkem 14 zápasů. 

## Sportovní kariéra
Hráč klubů
- 1932–1939 Strakova akademie – 2x 2. místo (1933, 1938), 3. místo (1939)
- 1939–1943 AC Sparta Praha – 1. místo (1940), 2x 3. místo (1941, 1942), 6. místo (1943)

Československo
- Olympijské hry 1936 Berlín, 3. kolo, 9. místo